# Eamon Gilmore

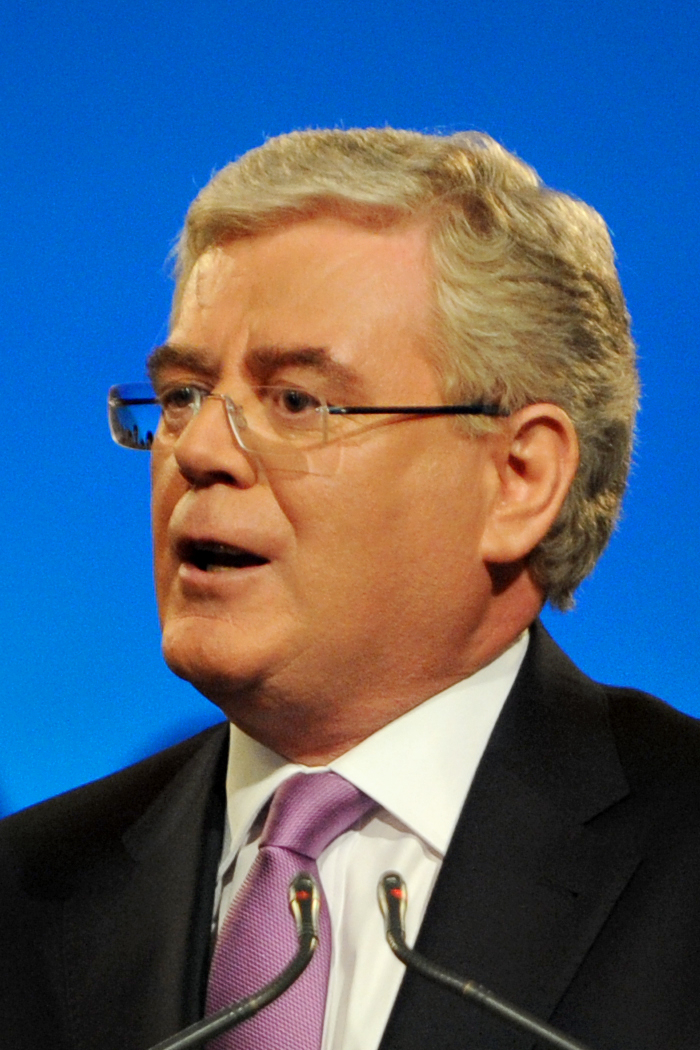
Eamon Gilmore (2010)

Eamon Gilmore (irisch: Éamon Mac Giollamóir, * 24. April 1955 in Caltra im County Galway) ist ein irischer Politiker und war vom 6. September 2007 bis zum 4. Juli 2014 Vorsitzender der Irish Labour Party. Von 2019 bis 2024 war Gilmore EU-Sonderbeauftragter für Menschenrechte.

## Leben
Gilmore studierte an der National University of Ireland, Galway, wo er sich politisch engagierte. So war er z. B. Präsident der NUI, Galway Students’ Union dann bekannt als UCG Students’ Union von Juli 1974 bis Juni 1975. Von 1976 bis 1978 amtierte er als Präsident der Union of Students in Ireland (USI). Er war Teil einer Reihe von prominenten Persönlichkeiten der USI, die in Verbindung zu der irischen Partei (Official)-Sinn Féin – später umbenannt in Workers’ Party – standen.
1985 wurde er in das Dublin County Council gewählt. 1989 wählte man ihn schließlich in einer allgemeinen Wahl als Mitglied der Workers’ Party als Abgeordneten für den Wahlkreis Dún Laoghaire in das irische Parlament, in welches er von da an immer wiedergewählt wurde. 1992 war er einer der sechs Abgeordneten, die die Workers’ Party verließen und eine neue Partei, die Democratic Left (DL) gründeten.
In der sogenannten Regenbogenkoalition von 1994 bis 1997 bekleidete Gilmore das Amt eines Staatsministers. 1999 vollzog die Democratic Left eine Vereinigung mit der Irish Labour Party.
Nach dem zunehmend schlechten Abschneiden der Partei wurde Gilmore auf Drängen der Parteiführer 2007 als Kandidat für das Amt des Parteivorsitzenden vorgeschlagen und als Nachfolger von Pat Rabbitte gewählt.
Am 9. März 2011 berief ihn der neue Premierminister (Taoiseach) Enda Kenny nach der Bildung der Koalition aus Fine Gael und Irish Labour Party zum Vizeministerpräsident (Tánaiste) und Außen- und Handelsminister in die irische Regierung. Nach dem katastrophalen Abschneiden seiner Partei bei den Europa- und Kommunalwahlen kündigte er am 26. Mai 2014 seinen Rücktritt vom Amt des Parteivorsitzenden an. Am 4. Juli 2014 wurde er durch die bisherige stellvertretende Parteivorsitzende und Sozialministerin Joan Burton abgelöst. Am 2. Juni 2015 gab er bekannt, sich aus der Landespolitik zurückzuziehen und im Frühjahr 2016 nicht mehr für das Parlament kandidieren zu wollen.
Am 19. Februar 2019 wurde Eamon Gilmore durch die Hohe Vertreterin der Europäischen Union für Außen- und Sicherheitspolitik Federica Mogherini zum EU-Sonderbeauftragten für Menschenrechte nominiert. Am Folgetag wurde diese Ernennung durch den Rat für Auswärtige Angelegenheiten der EU bestätigt. Er amtierte bis Ende Februar 2024.